# Megaselia procera
Megaselia procera är en tvåvingeart som beskrevs av Borgmeier 1966. Megaselia procera ingår i släktet Megaselia och familjen puckelflugor.
Artens utbredningsområde är Kalifornien. Inga underarter finns listade i Catalogue of Life.